# شهرستان نیری
شهرستان نیری (به لاتین: Nyeri County) یک شهرستان در کنیا است. شهرستان نیری ۲٬۳۶۱٫۰ کیلومتر مربع مساحت و ۷۵۹٬۱۶۴ نفر جمعیت دارد.